# Прокопий Цакумакас
Прокопий (на гръцки: Προκόπιος, Прокопиос) е гръцки духовник, митрополит на Вселенската патриаршия и на Църквата на Гърция.

## Биография
Роден е с името Михаил Цакумакас (Μιχαήλ Τσακουμάκας) на 2 юни 1939 година във Вуно на остров Хиос. В 1958 година завършва църковно училище в Коринт и в 1963 година богословие в Атинския университет. Замонашва се манастира „Свети Георги Фенейски“ в Коринтия. Ръкоположен е за дякон на 15 април 1960 година от митрополит Прокопий Коринтски и за свещеник на 29 август 1965 година от митрополит Георгий Калавритски. Работи в продължение на дванадесет години като проповедник в Коринтската митрополия и три години от 1971 до 1974 година като преподавател в църковното училище в Коринт.
На 25 май 1974 година е ръкоположен за митрополит на Филипийската, Неаполска и Тасоска епархия и е интронизиран на 15 юни в църквата „Свети Павел“ в Кавала.
Умира на 29 юли 2017 година на Тасос в резултат на сърдечен удар.